# II Congresso dei Fasci italiani di combattimento
Il II Congresso dei Fasci italiani di combattimento si tenne a Milano dal 24 al 25 maggio 1920.

## Congresso
Il congresso si tenne con lo scopo di valutare la sconfitta dei Fasci Italiani di combattimento alle elezioni politiche del 1919. Al congresso furono presentate tre principali posizioni. Il futurista Filippo Tommaso Marinetti sostenne il proseguimento della linea politica elaborata dall'interventismo di sinistra, con l'auspicio di radicalizzare le rivendicazioni popolari contro la monarchia e l'istituzioni liberali. Marinetti si pronunciò inoltre contrario a qualsiasi tipo di alleanza politica in sede parlamentare ea una più netta separazione tra Stato e Chiesa. L'ala sinistra del movimento propose la rottura dell'alleanza con l'Associazione Nazionalista Italiana e l'unità della sinistra interventista, dando luogo a una stretta alleanza con il Partito Repubblicano Italiano, il Partito Socialista Riformista Italiano e l'Unione Italiana del Lavoro rilanciando le politiche sociali. A ottenere il maggior consenso fu la posizione "antipregiuizialista", basata sull'alleanza tra i fascisti e le organizzazioni antisocialiste, rivolgendosi in questo modo alla piccola borghesia del ceto medio.